# Capella (estrela)
Coordenadas:  05h 16m 41.3591s, +45° 59′ 52.768″
Alpha Aurigae, também α Aurigae, em português Alfa do Cocheiro ou, ainda, 13 Aurigae e Capela, é a estrela mais brilhante da constelação do Cocheiro e a sexta mais brilhante do céu. 
O nome Capela provém do latim capella, que quer dizer "cabrita"; trata-se de uma gigante amarela com dimensões maiores que o Sol e com um espectro semelhante a este. Encontra-se a 44,6794 a.l. do Sol.
Capela é, na verdade, um sistema estelar quádruplo. Sua condição de estrela dupla foi reconhecida primeiro através de espectrógrafo e medida posteriormente em 1919 com um interferómetro; a separação dos componentes não supera os 0"05 e o período de revolução é de 104 dias. Estão separadas aproximadamente por 120 milhões de km e têm duas companheiras acopladas entre si, separadas visualmente, cuja distância alcança os 12' de arco. São duas anãs vermelhas de pouca intensidade (magnitude 10 e 12). O modelo de Capela pode assemelhar-se a duas esferas de 35 e 20 centímetros de diâmetro, separadas por 3 metros e acompanhadas de duas outras esferas de 2 centímetros a 120 metros uma da outra e separadas 40 km do par principal.
O par binário mais brilhante de Capela consiste de duas estrelas gigantes da classe G. A estrela primária tem uma temperatura de superfície de aproximadamente 4.900 K, um raio 12 vezes o raio solar, massa de aproximadamente 2,7 a massa do Sol e luminosidade medida em todos os comprimentos de onda de aproximadamente 79 vezes a do Sol. A estrela secundária tem temperatura de superfície de aproximadamente 5.700 K, raio de 9 vezes o raio solar, massa de 2,6 vezes a massa do Sol e sua luminosidade, também medida em todo o espectro, é cerca de 78 vezes a do Sol.

## Distância
De acordo com uma alteração da paralaxe anual de 76,20 miliarcosegundos (com uma margem de erro de 0,46 miliarcosegundos), medida pelo satélite Hipparcos, calcula-se que esse sistema se encontra a 42,8 anos-luz da Terra, com uma margem de erro de 0,3 anos-luz (0,09 parsecs). Um método alternativo para determinar a distância é via a paralaxe orbital, que dá a distância de 42,92 anos-luz (13,159 parsecs) com apenas 0,1% de margem de erro. Calcula-se que Capella esteve mais próximo do Sistema Solar no passado, transitando a 29 anos-luz de distância há 237.000 anos. Nesse alcance, seu brilho devia ser de magnitude aparente -0,82, comparável atualmente ao brilho observado pela Canopus.
Um estudo de 1960, do astrônomo americano Olin J. Eggen, concluiu que Capella foi um membro do grupo comóvel das Híades, um grupo de estrelas movendo-se na mesma direção do Aglomerado das Híades, após a análise de seu movimento próprio e paralaxe. Outras integrantes do grupo com a mesma idade, e aquelas que têm cerca de 2,5 vezes o tamanho do Sol tiveram o fim de sua sequência principal após exaurir as reservas de hidrogênio de seus núcleos e estão expandindo e esfriando até que se tornem gigantes vermelhas.